# BiKiNi
『BiKiNi』（ビキニ）は、テレビ東京系列局ほかで放送されていたテレビ東京製作のバラエティ番組である。製作局のテレビ東京では1996年10月4日から1999年3月26日まで、毎週金曜 25:00 - 25:30 （日本標準時）に放送。

## 概要
ビキニ姿の若い女性タレントたちが大勢出演していた深夜番組で、お色気とお笑いという深夜番組らしい要素をふんだんに盛り込んでいた。
生え抜きで司会に昇格した山田まりやにとっては出世作となった。レギュラー出演者の中からも嘉門洋子や安西ひろこなど、後に活躍するグラビアアイドルを多数輩出し、また「予備軍」として安めぐみも出演していた。
バラエティのロケ企画を中心とする一方、レギュラーコーナーとしてビキニギャルが都内やその近郊の駅前でナンパ待ちをする「ザ・ハンティングワールド」や、カップルのデートの様子を追跡する「カップルストーカー」など、お色気の中でも個性的な企画があった。また、「BiKiNi白書」では主にカップルの生態をビキニギャルの演技映像で紹介しており、メンバーが男役を演ずることも多かった。
番組末期には視聴者と合コンをする企画が増え、その中から準レギュラー格で出演する参加者も現れたが、一方では前述のような企画でメンバーが個性を発揮する機会が減るという結果を招いた。
また当時めちゃイケでブレークして人気絶頂だったコカマのせいちゃんが、ゲストで出演して、そのままレギュラーになり番組の最後まで出演した。
せいちゃんの出演する場面やコーナーが視聴率が上がるという理由で、レギュラー出演になった。
コーナー、ロケ、スタジオと全てせいちゃんが出演していて、最終的にせいちゃんが番組の最初からエンディングまで出演していた。

## 出演者

### パーソナリティー
- 雛形あきこ（1996年10月 - 1997年9月）
- 池谷亨（当時テレビ東京アナウンサー、1996年10月 - 1998年3月） - ナレーターも兼任。降板後、最終回で再登場を果たした。
- 山田まりや（1997年10月 - 1999年3月） - 当初はビキニギャルの1人として出演していたが、2年目に生え抜きで司会に昇格した。
- 羽賀研二（1997年10月 - 1999年3月）
- 二代林家三平（当時林家いっ平） - 唯一、第1回から最終回まで一貫して司会を務めていた。

※コカマのせいちゃん (さかもと聖朋)

### フロントメンバー
- 山田まりや（1996年10月 - 1997年9月） - 2年目からは司会を担当。(87cm Eカップ)
- 嘉門洋子（1996年10月 - 1997年9月）(88cm Eカップ)
- 柳明日香（1996年10月 - 1997年9月）
- 吉田里深（1997年10月 - 1998年10月） - 初登場から11か月後にメンバーに昇格。(86cm Eカップ)
- 松田純（1997年10月 - 1998年12月）
- 安西ひろこ（1997年10月 - 1998年10月）
- 川村ひかる（1998年10月 - 1999年3月） - 初登場から2か月後にメンバーに昇格。
- 伊藤絵理香（1998年10月 - 1999年3月）

### その他の主な出演者
- 浜田春菜
- 岩本麻美
- 清水麻衣子
- 清藤奈緒美
- 星七
- 山田亜美
- 三浦直子
- 照屋友季子
- 富田理紗
- 稲田奈緒
- 陣内みさと
- 吉田忍
- 上野綾子
- 武藤峰子
- 長坂仁恵(90cm Dカップ)
- 幸田磨衣子
- 斉藤志乃
- 大塚良子
- 寺島なつ(94cm Gカップ)
- 五十嵐りさ
- 松岡奈々
- 岡みさを
- 柴田由花
- 鈴木瑠美
- 添田めぐみ
- 南ユイ
- 星野志穂
- 廣瀬真弓
- 井上ケイ
- 木村絵理菜
- 伊吹未奈
- 安藤舞
- 二見恵里子
- 石川瞳
- 八木沼真由子
- 加山花衣
- 大倉理沙
- 益子梨恵
- 相沢しの
- かわい綾
- 目黒美紀
- 安めぐみ - BiKiNi予備軍の一員として出演。

## スタッフ
- ナレーター：池谷亨
- 構成：青島利幸、根田真児、つかはら
- 技術：ACT (現・テクノマックス)、タワーテレビビデオセンター、照明技術、音響企画
- 美術：テレビ東京美術センター
- ディレクター：関光晴、前田琢、越山進、岡田英吉、加藤正敏ほか
- プロデューサー：斧賢一郎
- 製作著作：テレビ東京

## 放送局
1998年6月の時点では、下記10局を含めて全23局で放送されていた。

### テレビ東京系列局
- テレビ東京
- テレビ北海道 - 当初は木曜25:15枠で放送されていたが、半年後に土曜24:15枠へ移動。以来、開始時刻が24:30に繰り下げられるまで同枠では、『BiKiNi』、『出動!ミニスカポリス』、『ギルガメッシュないと』（後に『アルテミッシュNIGHT』へ移行）と女性アイドル出演のお色気番組が3本続けて放送されていた。
- テレビ愛知
- テレビ大阪
- テレビせとうち
- TXN九州（現・TVQ九州放送）

### 系列外局
- 仙台放送
- 福島テレビ
- 新潟放送
- 中国放送 - 自社製作番組『KEN-JIN』の再放送開始により、1999年1月13日放送分をもって打ち切り。

## 写真集
- TV BiKiNi （1997年7月、宝島社、撮影：山岸伸、ISBN 4-7966-1234-3） - 当時のビキニギャル17人が登場。

## 備考
山田まりやは番組初回の自己紹介において、「まりや」の「や」の字を強調しながら挨拶していた。これは、「山田まりあ」と誤記されることが多かったことと、ほぼ同時期に山田まりあという別人のヌードモデルがグラビア誌に登場していたことに起因する。
| テレビ東京 金曜25:00枠                                                   | テレビ東京 金曜25:00枠                   | テレビ東京 金曜25:00枠 |
| 前番組                                                                   | 番組名                                   | 次番組 |
| ------------------------------------------------------------------------ | ---------------------------------------- | --- |
| 外で遊ぼう 我ら釣仲間 （1996年4月5日 - 1996年9月27日） ※日曜7:30枠へ移動 | BiKiNi （1996年10月4日 - 1999年3月26日） | BeatBang （1999年4月9日 - 1999年9月24日） ※帯番組 10月以降は火曜24:45枠のみ放送継続 ↓ シネマ通信 （1999年10月 - 2000年9月30日） ※24:45 - 25:15 |